# 科埃奇林島
科埃奇林島（英語：Koechlin Island），是南極洲的島嶼，位於阿德萊德島東北面，處於錫拉德群島以南8公里，根據美國探險隊拍攝的空中照片繪入地圖，以瑞士冰川學家命名，現時由南極條約體系管理。